# Command & Conquer: Red Alert
Command & Conquer: Red Alert is een real-time strategy computerspel, ontwikkeld en uitgegeven door Westwood Studios in 1996. Op 31 augustus 2008 werd Command & Conquer: Red Alert door Electronic Arts vrijgegeven als freeware. Het spel is nu dus gratis te downloaden en te spelen.

## Verhaallijn
Red Alert speelt in een alternatieve geschiedenis, uitgaand van het idee dat de Tweede Wereldoorlog ongedaan gemaakt is. In het introfilmpje is te zien hoe een geleerde in 1946 terugreist in de tijd om in 1924 Adolf Hitler uit de tijdlijn te verwijderen. Dat deze geleerde Albert Einstein is wordt hier nog min of meer geheimgehouden.
"A continental Soviet Union is our destiny!" ("Een continentale Sovjet-Unie is onze lotsbestemming!", Jozef Stalin)
Einsteins intentie om de vernielingen en bloedbaden van de Tweede Wereldoorlog te voorkomen draait echter uit op een fiasco. De Sovjet-Unie bestaat nog steeds als een supermacht. Als Stalin in 1953 (in werkelijkheid het jaar van zijn dood) vreemde dromen krijgt ziet hij dit als een visioen van de Europese lotsbestemming: heel Europa moet van de corrupte regeringen bevrijd worden. Europa wordt binnengevallen door de Russen en de bedreigde landen verenigen zich in een grote alliantie onder leiding van de Duitse generaal Gunther von Esling en de Griekse kolonel Nikos Stavros.

### Sovjet-campagne
Als de Sovjet-campagne begint is de speler nog slechts een luitenant. De Russen zijn in opmars in Oost-Europa en gebruiken zenuwgas om zo veel mogelijk tegenstand te elimineren. Helaas weten de geallieerden de fabrieken voor het gas te vernietigen.
De speler wordt tot kapitein gepromoveerd. De bevrijding van Europa verloopt echter niet voorspoedig genoeg, want de Verenigde Naties lijken de kant van de geallieerden te kiezen. Tot overmaat van ramp doen de geallieerden een inval in een grote kerncentrale, maar deze wordt op tijd afgeslagen. Hierna lijkt het initiatief weer bij de Sovjets te liggen en wordt heel Duitsland veroverd. Dan ontdekken de Sovjets vreemde beelden van een mobiele constructie voertuig (MCV) van de geallieerden, die zomaar lijkt te verdwijnen. Stalin zet meteen zijn zinnen op deze vreemde technologie.
Intussen groeit er een samenzwering binnen de militaire top: veldmaarschalk Gradenko wordt niet langer vertrouwd omdat hij informatie over het geheime wapen, Iron Curtain (IJzeren Gordijn), op het veld achterliet. Gradenko wordt met giftige thee om het leven gebracht, waarna generaal Kukov zijn plaats inneemt en de speler de rang van generaal krijgt. Stalin zet meer druk op zijn mensen om de geallieerde technologie, de Chronosphere, in handen te krijgen.
Zwitserland wordt binnengevallen om Einstein gevangen te nemen. Wanneer de geallieerden hem redden met de Chronosphere leidt een zendapparaat, dat de Russen in zijn horloge verstopt hebben, naar de locatie van Chronosphere. Kukov vertelt de speler dat er drie bases omheen staan, met elk een zender die de Chronosphere indien nodig meteen kan vernietigen. Er blijkt echter nog een vierde basis te zijn en de machine gaat verloren. Stalin dreigt de speler te executeren, maar Nadia, het hoofd van de NKVD, vertelt Stalin over Kukovs fout, waarna Stalin de man met zijn blote handen wurgt.
Uiteindelijk verovert de speler het laatste bolwerk van de geallieerden: Groot-Brittannië. Wanneer de speler, Nadia, Stalin en zijn adviseur Kane in Londen zijn vanwege de overwinning treft Stalin hetzelfde lot als Gradenko: giftige thee. Nadia openbaart de speler haar loyaliteit aan de Broederschap van Nod en geeft de speler de leiding over de Sovjet-Unie, totdat de Broederschap in de jaren 1990 uit de schaduwen naar voren zal komen.

### Geallieerde campagne
Wanneer de campagne van de geallieerden begint ziet het er niet best uit: Oost-Europa is al bezet, evenals het grootste deel van Duitsland. Einstein is gevangengenomen en de speler krijgt opdracht om hem met behulp van de huurlinge Tanya Adams te bevrijden. Ook wordt er een guerrillamissie uitgevoerd om bruggen op te blazen.
Uiteindelijk wordt Griekenland veroverd. Generaal Nikos Stavros is kapot van deze klap, omdat zijn familie omkomt in deze strijd. Wel besluiten de Verenigde Naties een wereldwijde organisatie voor het behoud van vrede op te richten, maar op korte termijn haalt dit weinig uit. Als Tanya ook nog eens gevangengenomen wordt moet de speler haar met een spion bevrijden. Door haar ontsnapping wordt echter vitale informatie over het Iron Curtain binnengehaald. Einstein legt aan de geallieerden uit welk gevaar dit wapen vormt en de speler krijgt opdracht een basis te vernietigen waar Iron Curtains en onderzeeërs gebouwd worden. Einstein legt ook uit hoe de Chronosphere werkt. Von Esling toont al gauw zijn interesse voor het apparaat.
Het begint er op te lijken dat men aan een keerpunt in de oorlog gekomen is, maar de Sovjets hebben een gruwelijk wapen ontwikkeld: de atoombom. De speler krijgt opdracht om de renegate Russische majoor Vladimir Kosygin, die een belangrijk aandeel had in de ontwikkeling van kernwapens, te helpen over te lopen naar het andere kamp. De majoor verklapt de locatie van de basis waar de kernbommen klaar staan voor lancering.
De geallieerden weten de Sovjet-Unie binnen te vallen, maar het Iron Curtain is weer in productie. De basis waar het project gaande is wordt vernietigd, maar te laat. Uiteindelijk weten de geallieerden echter alsnog Moskou te bereiken en met behulp van de Chronosphere is de zege aan hun kant. Bij het doorzoeken van de ruïnes, op zoek naar overlevenden, vindt een groep soldaten de gewonde Stalin onder het puin. Stavros overtuigt hen echter te doen alsof er niemand ligt, waarna hij Stalin een prop in de mond stopt en achterlaat om te sterven.

## Uitbreidingssets
Van Red Alert werden diverse uitbreidingssets uitgebracht. In 1997 verschenen Counterstrike en Aftermath. Counterstrike voegde diverse multiplayer-missies toe, waarvan de Secret Ant Missions, waarin beide partijen een verbond aangaan om gigantische mieren te bestrijden, het beroemdst zijn. De Aftermath voegde diverse single- en multiplayer-levels toe, evenals nieuwe eenheden zoals de Shock Trooper en de Tesla Tank.
In 1998 verscheen de uitbreidingsset Retaliation voor de PlayStation. In feite was het een samenvoeging van de vorige twee scènes, maar met nieuwe filmpjes voor de missies (waarbij de speler instructies krijgt van de generaals Topolov en Carville).

## Personages

### Sovjets
- Jozef Stalin (Gene Dynarski) - de dictator van de Sovjet-Unie, die vastbesloten is om zowel Europa als delen van Oost-Azië in te lijven bij zijn land. Op het einde van de Sovjetcampagne is Stalin persoonlijk naar Londen gekomen om de overwinning te vieren, maar wordt hij vergiftigd met thee. Op het einde van de geallieerde campagne wordt hij door Nikos Stavros onder het puin verborgen om te sterven.
- Nadia (Andrea Robinson) - het hoofd van de NKVD en mogelijk ook Stalins maîtresse. Nadia liquideert Gradenko met giftige thee en redt de speler door Stalin te wijzen op Kukovs fout. Tot slot vergiftigt ze Stalin ook met thee, waarna ze lid blijkt van de Broederschap van Nod. Kane schiet haar uiteindelijk neer.
- Gradenko (Alan Terry) - de veldmaarschalk van het Rode Leger. Hij lijkt nogal sceptisch tegenover de speler. Zijn eerste fout is het laten uitlekken van de locatie van de fabrieken waar Stalin zenuwgas laat produceren. Stalin laat Gradenko zijn loyaliteit bewijzen door hem de doodvonnisen van onbetrouwbare generaals te laten tekenen. Intussen zijn Kukov en Nadia er echter achter gekomen dat Gradenko informatie over het Iron Curtain liet uitlekken vermoordt Nadia hem met giftige thee.
- Kukov (Craig Cavanah) - gebaseerd op Zjoekov. Bij de verovering van Berlijn is Kukov kapitein, waarna hij bevorderd wordt tot generaal. Samen met Nadia zweert hij samen tegen Gradenko. Kukov maakt uiteindelijk de fout om de speler slecht te informeren bij de slag om de Chronosphere waardoor het wapen verloren gaat. Nadia weet de speler nog net te redden waarna Stalin Kukov persoonlijk wurgt.
- Kane (Joseph D. Kucan) - de leider van Nod. In Red Alert verschijnt hij enkel als een geheimzinnig adviseur van Stalin. Na de overwinning vermoordt Nadia Stalin samen met Kane, waarna Kane Nadia neerschiet.
- Topolov (Alan Charof) - een generaal die enkel in de uitbreidingsset Retaliation verschijnt. Topolov is een eerlijk en vriendelijk man, die graag wodka drinkt. Als de speler zijn functie krijgt laat hij zelfs een fles wodka achter als cadeautje.

### Allies
- Gunther von Esling (Arthur Roberts) - de Duitse generaal die aan het hoofd van de geallieerde troepen staat. Von Esling is een nuchter, doortastend strateeg.
- Nikos Stavros (Barry Kramer) - een Griekse generaal en Von Eslings rechterhand. Stavros is geëmotioneerder dan Von Esling. Hij lijkt eerst fel tegen het in dienst nemen van Tanya. De ondergang van Griekenland zorgt voor ernstige emotionele problemen bij zijn werk. Uit wraak vermoordt hij de zwaargewonde Stalin in Moskou. In de uitbreidingspaketten komt hij ook in enkele opdrachten voor: bij de Allies moet de speler hem met Tanya beschermen; bij de Soviets moet hij vermoordt worden; en tot slot komt hij voor in een van de beroemde Secret Ant Missions.
- Tanya Adams (Lynne Litteer) - een guerrillastrijdster. In de eerste missie is ze betrokken bij de bevrijding van Einstein. Later moet ze in haar eentje bruggen vernielen. Uiteindelijk wordt ze toch nog een keer gevangengenomen door een KGB-agent, waarna de speler haar moet redden. In de sovjet-campagne komt ze in één missie voor, waarin de speler haar moet uitschakelen.
- Albert Einstein (John Milford) - Duits geleerde die de Chronosphere uitvindt (gebaseerd op het Philadelphia-experiment) en terugreist naar 1924 om Hitler te verwijderen uit de tijdlijn. Hierdoor ontstaat een oorlog die zo nodig nog erger blijkt dan de Tweede Wereldoorlog. Hierbij stelt Einstein zijn Chronosphere ter beschikking aan de geallieerden.
- Ben Carville (Barry Corbin) - een Amerikaanse generaal met een Texaans accent, die waarschijnlijk ingezet is nadat de Verenigde Naties besloten hebben om de geallieerden te steunen.

## Plaats in de tijdlijn
Oorspronkelijk was Red Alert bedoeld als een prequel voor Command & Conquer: Tiberian Dawn. Kane verschijnt in het spel, en uiteindelijk ook Nod zelf. Sommige technologieën lijken ook verwant. Het creëren van een speciale militaire groep door de Verenigde Naties doet sterk denken aan het Global Defense Initiative. Sinds Command & Conquer: Red Alert 2 verscheen is de connectie wat onduidelijker, omdat dit spel niet naar het Tiberium-universum verwijst, en de technologie zelfs geavanceerder lijkt dan in Tiberian Dawn.

## Trivia
- Het spel is opgenomen in het boek 1001 Video Games You Must Play Before You Die van Tony Mott.